# مطار يوشهو باتانغ
مطار يوشهو باتانغ (بالإنجليزية: Yushu Batang Airport)‏ و(بالصينية: 玉树巴塘机场) (إياتا: YUS، إيكاو: ZLYS) مطار عام يقع بمدينة Yushu في تشينغهاي في الصين. يبلغ طول المدرج 3800 م ويرتفع عن سطح البحر 3890 م.

## وصلات خارجية
- http://www.flightstats.com/go/Airport/airportDetails.do?airportCode=YUS